# Gin and It
Il Gin and It è un cocktail da aperitivo alcolico a base di gin e vermut rosso facente parte della lista di cocktail ufficiali riconosciuti dall'IBA dal 1961 al 1993.

## Storia
L'origine del Gin and It è incerta. Nel libro The Craft of the Cocktail il barman Dale DeGroff, considerato uno dei maggiori esperti mondiali di cocktail sostiene che il Gin and It sia una variante del Sweet Martini, ideata verso la fine dell'Ottocento nei bar di New York, chiamato con l'attuale denominazione negli anni del proibizionismo. 

## Composizione

### Ingredienti
- 7/10 di gin
- 3/10 di vermut rosso

### Preparazione
Il cocktail viene preparato versando gli ingredienti nel mixing glass precedentemente raffreddato assieme ad alcuni cubetti di ghiaccio, mescolando con lo stirrer. Il tutto viene versato nella coppetta da cocktail ghiacciata, che viene decorata con una ciliegina rossa. 